# 부호앙미
부호앙미(Vũ Hoàng My, 1988년 6월 25일 ~ )는 베트남의 배우, 모델이자 미인 대회 우승자이다. 2010년 미스 베트남 우승자이며 미스 유니버스 2011와 2012년 미스 월드에서 베트남 대표로 참가했다.